# A Twist in the Myth
A Twist In The Myth è l'ottavo album dei Blind Guardian.

## Disco
Il disco segna una nuova progressione nel sound dei Blind Guardian. Pur non tradendo le proprie origini, i pezzi sono di durata minore rispetto ai lavori passati e le orchestrazioni presenti in maniera così massiccia nel precedente A Night at the Opera sono diminuite in favore di un sound più diretto, non mancano pezzi molto orientati al progressive (Fly, Otherland o Another Stranger Me), altri prettamente heavy (This Will Never End o The Edge) e canzoni melodiche (Carry the Blessed Home o Skalds & Shadows). Fly è stato il primo singolo scelto dal gruppo, mentre Another Stranger Me il secondo. Per ammissione dello stesso cantante, il disco è abbastanza thrashy, prendendo però ispirazione dagli ultimi lavori dei Blind Guardian come Nightfall in Middle-Earth e Imaginations from the Other Side.
Le tracce Carry the Blessed Home e Skalds & Shadows fanno parte della colonna sonora del film di Uwe Boll In the Name of the King.

## Tracce
1. This Will Never End – 5:07
2. Otherland – 5:14
3. Turn The Page – 4:16
4. Fly – 5:43
5. Carry the Blessed Home – 4:03
6. Another Stranger Me – 4:36
7. Straight Through The Mirror – 5:48
8. Lionheart – 4:15
9. Skalds And Shadows – 3:13
10. The Edge – 4:27
11. The New Order – 4:29
12. All The King's Horses (Bonus track giapponese) – 4:11
13. Dead Sound Of Misery (Bonus track per l'edizione digipak) – 5:20

## Formazione
Gruppo
- Hansi Kürsch - voce
- André Olbrich - chitarra solista
- Marcus Siepen - chitarra ritmica
- Frederik Ehmke - batteria, percussioni, flauto e cornamusa

Altri musicisti
- Oliver Holzwarth - basso
- Martin G. Meyer e Pat Benzner – tastiere